# Carinodes subspinosus
Carinodes subspinosus är en stekelart som först beskrevs av Cresson 1868.  Carinodes subspinosus ingår i släktet Carinodes och familjen brokparasitsteklar. Inga underarter finns listade.